# 青年前衛
青年前衛（せいねんぜんえい、朝鮮語: 청년전위）は、朝鮮民主主義人民共和国（北朝鮮）の青年・学生大衆団体（民間団体）である社会主義愛国青年同盟の機関紙。

## 概要
「青年前衛」は、1946年1月に「民主青年」として創刊された。1964年から1995年まで「労働青年」の名称であったが、1996年から現在の「青年前衛」に改題された。基本的には朝鮮労働党の機関紙「労働新聞」が提唱した諸問題を青年、学生向けに解説した記事が多く掲載される。
金正日政権発足直後の1995年から金正恩政権発足直後の2012年までは毎年1月1日に労働新聞（党報）、人民武力省の機関紙『朝鮮人民軍』（軍報）とともに「新年共同社説」が掲載されていた。
この伝統は2012年まで続き、2013年からは金正恩が朝鮮中央テレビの録画放送による「新年の辞」を復活させた。